# Uelde
Uelde – wieś i zarazem dzielnica gminy Anröchte w powiecie Soest, w kraju związkowym Nadrenia Północna-Westfalia, w rejencji Arnsberg.

## Demografia
Według spisu ludności z końca 2024 roku, w Uelde mieszkało 289 mieszkańców.

## Geografia
Uelde graniczy i Altenmellrich, Effeln i Mellrich oraz z trzema dzielnicami w gminie Warstein: Belecke, Mülheim i Waldhausen.

## Historia
Nazwa miejscowości zostaje wspomniana po raz pierwszy w dokumencie napisanym przez klasztor Grafschaft w 1072 roku.

### Reorganizacja gmin
Do reorganizacji gmin w 1975 roku Uelde było niezależną gminą w powiacie Anröchte. Obecnie Uelde jest jedną z 10 wsi gminy Anröchte, utworzonej w 1975 roku.

## Polityka
Panią burmistrz Uelde jest Karin Gerken (CDU/CSU).